# Sergio Osmeña Sr.
Sergio Osmeña Sr. (Bayan ng Sergio Osmeña Sr.) är en kommun i Filippinerna. Kommunen ligger på ön Mindanao, och tillhör provinsen Zamboanga del Norte. Folkmängden uppgår till 19 550 invånare.

## Barangayer
Sergio Osmeña Sr. är indelat i 39 barangayer.
| - Antonino - Bagong Baguio - Bagumbayan - Biayon - Buenavista - Dampalan - Danao - Don Eleno - Kauswagan - Labiray - Liwanag - Mabuhay - Macalibre | - Mahayahay - Marapong - Nazareth - Nebo - New Rizal - New Tangub - Nuevavista - Pedagan - Penacio - Poblacion Alto - Poblacion Bajo - Princesa Freshia - Princesa Lamaya | - San Antonio - San Francisco - San Isidro - San Jose - San Juan - Sinaad - Sinai - Situbo - Tinago - Tinindugan - Tuburan - Venus - Wilben |